# Gur-Sikh-Tempel

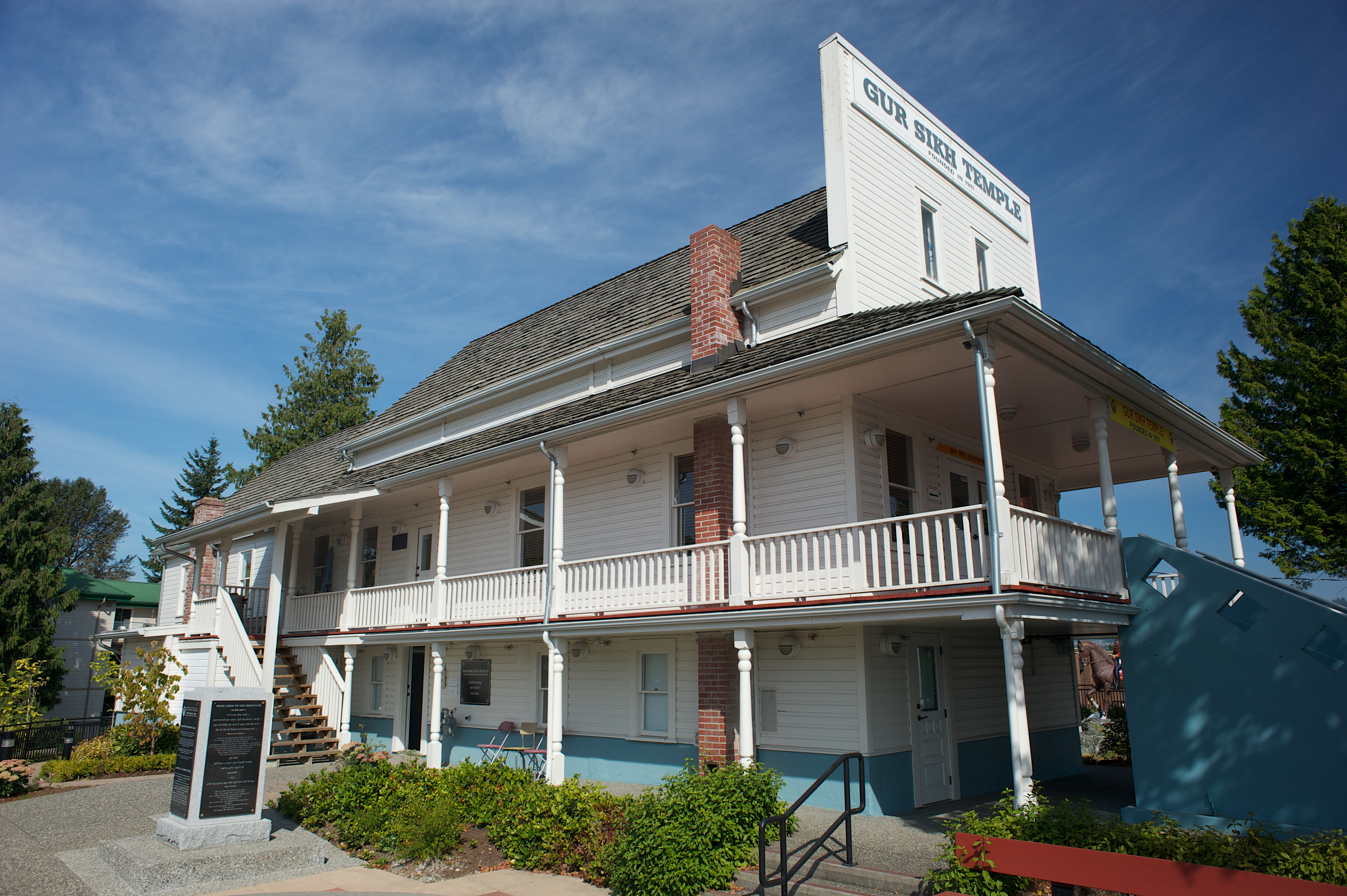
Gur-Sikh-Tempel, September 2012

Der Gur-Sikh-Tempel (Gurdwara) von Abbotsford in British Columbia ist der älteste heute noch bestehende Sikh-Tempel in Nordamerika und wurde am 1. November 2002 von der kanadischen Regierung zur National Historic Site of Canada erklärt. Er ist damit zudem der derzeit (2010) einzige Sikh-Tempel außerhalb von Indien und Pakistan, der unter Denkmalschutz steht.
Die ersten Sikh trafen 1905 in der Gegend um Abbotsford ein, um dort in der Land- und Forstwirtschaft zu arbeiten. 1908 begannen die ersten Planungen zum Bau eines Tempels, der dann Ende 1911 fertiggestellt wurde. Die offizielle Eröffnungszeremonie fand schließlich am 26. Februar 1912 statt.
Der ursprüngliche Tempel bestand aus zwei Geschossen. Im Erdgeschoss befand sich eine Küche und ein gemeinschaftlicher Speiseraum und im Obergeschoss befand sich der Gebetsraum. Der Baustil des Tempels entsprach äußerlich den zeitgenössischen Holzhäusern in Abbotsford und nur in seinem Inneren wurden Dekorationen und Designelemente, die für die Sikh-Architektur typisch sind, verwandt. Der Tempel wurde später zweimal durch Anbauten erweitert (1932, 1960er). Unter dem Premierminister Jean Chrétien wurde er in die Liste der Nationaldenkmäler Kanadas (National Historic Sites) aufgenommen.
Von 2003 bis 2007 renovierte die Khalsa Diwan Society den Tempel und bemühte sich dabei um Herstellung der ursprünglichen Fassade. Die Wiedereröffnung fand am 1. April 2007 statt.
Ende August 2011 feierte die Sikh-Gemeinde das 100-jährige Jubiläum ihres Tempels. Der damalige Premierminister Kanadas Stephen Harper und die damalige Premierministerin der Provinz British Columbia Christy Clark nahmen an den Feierlichkeiten teil und enthüllten ein Denkmal.